# Dorothy Nyembe
Dorothy Nomzansi Nyembe, née le 31 décembre 1931, morte le 17 décembre 1998, est une militante et une femme politique sud-africaine, membre du congrès national africain, de la Ligue des femmes de l'ANC et d’Umkhonto we Sizwe. 
Elle participa activement à l’animation de mouvements de femmes contre l’apartheid (campagne de défiance, marche des femmes) et fut notamment plusieurs fois arrêtée et condamnée à des peines de prison. Elle est élue députée en 1994, lors des premières élections ouvertes à toute la population.

## Biographie
Née dans une zone rurale, à Thalaneni, près de Dundee, dans la province du Natal (actuel KwaZulu-Natal), Dorothy Nyembe fréquente des écoles missionnaires jusqu'à sa neuvième année. Devenue ensuite une petite vendeuse de rue, elle a son unique enfant à l'âge de quinze ans.
Elle rejoint l’ANC en 1952 et en devient une membre active. Lorsqu'elle rejoint cette organisation, la campagne de défiance est en cours. Nyembe est emprisonnée en 1952 pour avoir défié les lois. Elle participe à la fondation de la Ligue des femmes de l'ANC côtoie des dirigeants de l’ANC comme Nelson Mandela ou Albert Lutuli, et participe à l’organisation de mouvements de protestation tels que la marche des femmes en 1956,. 
Cette même année 1956,  elle est élue vice-présidente de l'ANC de Durban. Elle est arrêtée en décembre 1956, mais voit les charges pesant contre elle abandonnées un an plus tard. En 1959, elle est élue présidente de la division du Natal de la Ligue des femmes du Congrès national africain (ANC). 
Lorsque l'ANC est interdit en 1960, elle rejoint l’Umkhonto we Sizwe, la branche armée de l’ANC créée et dirigée par Nelson Mandela. Elle en est un de premiers membres. La création de cette branche armée marque un durcissement du mouvement de lutte contre le pouvoir blanc en Afrique du Sud, face à la répression subie,.
En 1963, elle dirige un autre mouvement de protestation des femmes, en milieu rural cette fois, la révolte des femmes du Natal. Elle est de nouveau arrêtée et condamnée à trois ans de prison. Durant cette incarcération, elle croise une autre détenue bien connue au sein du mouvement anti-apartheid, Winnie Mandela. Après sa libération, elle fait l’objet d’une surveillance et se voit imposer des restrictions de déplacement l’empêchant de quitter Durban. Elle est encore une fois arrêtée en 1968, torturée puis jugée et condamnée à 15 ans d’emprisonnement. Libérée le 23 mars 1984, elle reprend contact et milite à nouveau avec la Natal Organisation of Women (NOW) et  l’Umkhonto we Sizwe.
Lors des premières élections législatives sud-africaines ouvertes à toute la population, elle est élue députée et participe à l’écriture de la nouvelle Constitution. Elle meurt quatre ans plus tard,. Une rue de Durban (Gardiner street) a été renommée à son nom.